# I liga polska w piłce nożnej (2008/2009)
I liga polska w piłce nożnej (2008/2009) – 61. edycja drugiej w hierarchii klasy rozgrywkowej w polskiej piłce nożnej. Po reorganizacji rozgrywek nazwa I liga przypadła drugiemu poziomowi rozgrywkowemu, a nie – jak było wcześniej – najwyższemu.

## Zespoły
| Uczestnicy poprzedniej edycji                                                                                 | Uczestnicy poprzedniej edycji | Uczestnicy poprzedniej edycji | Uczestnicy poprzedniej edycji |
| --- | ----------------------------- | ----------------------------- | ----------------------------- |
| ZNI | Znicz Pruszków                | 5                             |                               |
| POD | Podbeskidzie Bielsko-Biała    | 6                             |                               |
| WPŁ | Wisła Płock                   | 8                             |                               |
| JAS | GKS Jastrzębie                | 9                             |                               |
| KAT | GKS Katowice                  | 10                            |                               |
| SSW | Stal Stalowa Wola             | 11                            |                               |
| MOT | Motor Lublin                  | 12                            |                               |
| ODO | Odra Opole                    | 13                            |                               |
| WAR | Warta Poznań                  | 14                            |                               |
| KMZ | Kmita Zabierzów               | 15                            |                               |
| TUR | Tur Turek                     | 16                            |                               |
| Spadek z I ligi 2007/2008                                                                                     |                               |                               |                               |
| ZLU | Zagłębie Lubin                | 51                            |                               |
| KOR | Korona Kielce                 | 61                            |                               |
| WID | Widzew Łódź                   | 15                            |                               |
| Awans z III ligi 2007/2008                                                                                    |                               |                               |                               |
| grupa I |                               |                               |                               |
| DOL | Dolcan Ząbki                  | 1                             |                               |
| grupa II |                               |                               |                               |
| FLO | Flota Świnoujście             | 1                             |                               |
| grupa III |                               |                               |                               |
| GKP | GKP Gorzów Wielkopolski       | 1                             |                               |
| grupa IV |                               |                               |                               |
| GKŁ | Górnik Łęczna                 | 1                             |                               |
| Oznaczenia: - kolumna pierwsza – skróty nazw drużyn, - kolumna trzecia – miejsce zajęte w poprzednim sezonie. |                               |                               |                               |

Objaśnienia:
1. Zagłębie Lubin i Korona Kielce zostały zdegradowane za udział w aferze korupcyjnej.

## Sędziowie
Sędziowie I ligi w sezonie 2008/2009 to: Łukasz Bartosik, Jarosław Chmiel, Tomasz Cwalina, Leszek Gawron, Dariusz Giejsztorewicz, Rafał Greń, Sebastian Jarzębak, Marek Karkut, Wojciech Krztoń, Robert Kubas, Szymon Marciniak, Andrzej Mrowiec, Michał Mularczyk, Tomasz Musiał, Erwin Paterek, Mariusz Podgórski, Paweł Pskit, Marcin Roguski, Marcin Słupiński, Albert Smalcerz, Cezary Smoleński, Daniel Stefański, Grzegorz Stęchły, Marcin Szrek, Łukasz Śmietanka, Bartosz Środecki, Radosław Trochimiuk, Mariusz Trofimiec, Michał Zając, Mariusz Złotek, Jacek Zygmunt.

## Rozgrywki
W sezonie 2008/2009 drużyny rozegrały 34 kolejki ligowe po 9 meczów każda (razem 306 spotkań) w dwóch rundach: jesiennej i wiosennej. Zmagania rozpoczęły się 26 lipca 2008, a skończyły 5 czerwca 2009.
Zasady spadków i awansów zgodnie z regulaminem rozgrywek:
- awans do Ekstraklasy – 1. i 2. drużyna,
- baraże o Ekstraklasę – 3. drużyna,
- baraże o I ligę – 13. i 14. drużyna,
- spadek do II ligi – 15., 16., 17. i 18. drużyna.

Ostatecznie, w związku z uznaniem za wiążącą decyzji o degradacji Widzewa Łódź przed sezonem 2008/2009 o jedną klasę rozgrywkową awansowały 2. i 3. drużyna, a baraże o Ekstraklasę zostały odwołane.

### Tabela
| Lp. | Drużyna                    | M  | Z  | R  | P  | Bramki | Bramki | Różn. | Pkt | Uwagi                | Bezpośrednio |
| --- | -------------------------- | -- | -- | -- | -- | ------ | ------ | ----- | --- | -------------------- | ------------ |
| 1   | Widzew Łódź1 (M)           | 34 | 21 | 9  | 4  | 55     | 23     | +32   | 72  |                      |              |
| 2   | Zagłębie Lubin (A)         | 34 | 21 | 6  | 7  | 68     | 33     | +35   | 69  | Awans do Ekstraklasy |              |
| 3   | Korona Kielce1 (A)         | 34 | 18 | 7  | 9  | 51     | 37     | +14   | 61  | Awans do Ekstraklasy |              |
| 4   | Podbeskidzie Bielsko-Biała | 34 | 17 | 8  | 9  | 60     | 29     | +31   | 59  |                      |              |
| 5   | Górnik Łęczna              | 34 | 16 | 9  | 9  | 45     | 36     | +9    | 57  |                      |              |
| 6   | Znicz Pruszków             | 34 | 16 | 7  | 11 | 42     | 29     | +13   | 55  |                      |              |
| 7   | Flota Świnoujście          | 34 | 16 | 5  | 13 | 43     | 37     | +6    | 53  |                      |              |
| 8   | Dolcan Ząbki               | 34 | 14 | 7  | 13 | 35     | 31     | +4    | 49  |                      |              |
| 9   | Wisła Płock                | 34 | 13 | 8  | 13 | 45     | 43     | +2    | 47  |                      |              |
| 10  | Warta Poznań               | 34 | 13 | 7  | 14 | 44     | 44     | 0     | 46  |                      |              |
| 11  | GKS Katowice               | 34 | 11 | 11 | 12 | 37     | 42     | −5    | 44  |                      |              |
| 12  | Stal Stalowa Wola          | 34 | 11 | 10 | 13 | 33     | 34     | −1    | 43  |                      |              |
| 13  | GKS Jastrzębie2 (S)        | 34 | 11 | 8  | 15 | 37     | 48     | −11   | 41  | Baraże o I ligę      |              |
| 14  | GKP Gorzów Wielkopolski    | 34 | 9  | 9  | 16 | 39     | 54     | −15   | 36  | Baraże o I ligę      |              |
| 15  | Motor Lublin2              | 34 | 6  | 14 | 14 | 21     | 36     | −15   | 32  |                      |              |
| 16  | Tur Turek (S)              | 34 | 6  | 12 | 16 | 29     | 56     | −27   | 30  | Spadek do II ligi    |              |
| 17  | Odra Opole3 (S)            | 34 | 6  | 7  | 21 | 22     | 51     | −29   | 25  | Drużyna rozwiązana   |              |
| 18  | Kmita Zabierzów4 (S)       | 34 | 3  | 12 | 19 | 11     | 57     | −46   | 21  | Spadek do III ligi   |              |

### Wyniki
| Gospodarz \ Gość           | DOL  | FLO | GKP  | JAS  | KAT | GKŁ  | KMZ  | KOR | MOT | ODO  | POD | SSW  | TUR  | WAR | WID  | WPŁ  | ZLU  | ZNI  |
| Dolcan Ząbki               |      | 2:0 | 1:1  | 1:1  | 0:1 | 0:3  | 0:0  | 0:1 | 0:0 | 0:0  | 0:1 | 2:0  | 0:0  | 1:0 | 1:3  | 1:0  | 3:4  | 2:0  |
| Flota Świnoujście          | 1:0  |     | 2:0  | 3:2  | 2:0 | 0:2  | 1:1  | 0:2 | 1:1 | 2:0  | 2:0 | 1:0  | 0:0  | 4:0 | 0:0  | 4:1  | 2:3  | 1:0  |
| GKP Gorzów Wielkopolski    | 1:2  | 0:1 |      | 1:0  | 2:0 | 2:1  | 1:2  | 0:2 | 6:1 | 2:1  | 0:3 | 3:0  | 2:2  | 0:2 | 1:1  | 0:5  | 2:2  | 0:0  |
| GKS Jastrzębie             | 1:0  | 1:3 | 2:0  |      | 0:1 | 1:2  | 0:2  | 0:0 | 1:0 | 2:0  | 2:2 | 1:0  | 1:3  | 1:1 | 0:3  | 0:2  | 1:4  | 0:1  |
| GKS Katowice               | 3:0  | 1:0 | 1:1  | 0:32 |     | 2:3  | 2:2  | 0:2 | 1:1 | 3:03 | 1:0 | 1:0  | 1:4  | 1:0 | 3:2  | 1:1  | 2:2  | 2:1  |
| Górnik Łęczna              | 3:0  | 1:0 | 1:1  | 2:0  | 1:1 |      | 0:0  | 2:2 | 2:1 | 2:1  | 3:2 | 0:0  | 1:2  | 2:0 | 0:0  | 1:1  | 3:04 | 2:3  |
| Kmita Zabierzów            | 0:35 | 1:0 | 0:35 | 0:35 | 1:1 | 0:35 |      | 1:1 | 0:1 | 0:1  | 0:0 | 0:35 | 0:35 | 0:0 | 0:35 | 0:1  | 0:0  | 0:0  |
| Korona Kielce              | 1:0  | 2:1 | 3:0  | 2:3  | 2:1 | 1:0  | 3:05 |     | 3:0 | 2:0  | 2:2 | 2:3  | 1:0  | 3:0 | 2:2  | 2:0  | 2:2  | 1:2  |
| Motor Lublin               | 0:2  | 1:1 | 0:2  | 1:0  | 2:0 | 0:0  | 3:05 | 1:2 |     | 1:1  | 0:2 | 3:0  | 1:0  | 1:1 | 0:1  | 2:1  | 1:2  | 1:0  |
| Odra Opole                 | 0:0  | 0:2 | 1:0  | 0:1  | 1:2 | 0:38 | 3:05 | 2:0 | 1:0 |      | 0:2 | 3:0  | 2:2  | 1:1 | 0:1  | 0:1  | 0:3  | 0:36 |
| Podbeskidzie Bielsko-Biała | 3:1  | 3:1 | 0:0  | 4:0  | 1:0 | 2:2  | 3:05 | 2:1 | 0:0 | 2:0  |     | 3:0  | 9:0  | 1:0 | 0:1  | 3:07 | 3:0  | 0:0  |
| Stal Stalowa Wola          | 1:2  | 1:0 | 2:1  | 2:0  | 0:0 | 4:0  | 0:0  | 3:0 | 2:1 | 2:1  | 1:2 |      | 1:1  | 0:0 | 0:0  | 0:0  | 1:0  | 0:1  |
| Tur Turek                  | 0:2  | 1:2 | 0:0  | 0:3  | 1:0 | 1:2  | 1:1  | 0:1 | 0:0 | 1:1  | 2:1 | 1:2  |      | 2:2 | 0:0  | 1:1  | 0:2  | 0:2  |
| Warta Poznań               | 1:2  | 3:1 | 1:2  | 3:1  | 3:3 | 1:2  | 3:05 | 3:0 | 0:1 | 1:0  | 2:1 | 2:1  | 4:1  |     | 3:1  | 3:2  | 0:3  | 0:2  |
| Widzew Łódź                | 2:1  | 3:1 | 3:0  | 0:1  | 1:0 | 2:1  | 2:0  | 1:1 | 1:0 | 3:08 | 3:0 | 2:1  | 2:0  | 2:0 |      | 2:2  | 1:0  | 2:0  |
| Wisła Płock                | 0:1  | 1:2 | 3:2  | 2:2  | 3:1 | 1:0  | 3:05 | 2:1 | 1:0 | 2:2  | 0:3 | 2:2  | 2:0  | 0:1 | 1:2  |      | 1:0  | 2:1  |
| Zagłębie Lubin             | 1:0  | 0:1 | 5:2  | 1:1  | 1:0 | 3:0  | 3:05 | 4:0 | 2:0 | 3:0  | 3:1 | 0:0  | 5:0  | 1:2 | 4:3  | 1:0  |      | 2:0  |
| Znicz Pruszków             | 1:3  | 4:1 | 4:0  | 1:1  | 1:1 | 0:2  | 3:05 | 0:1 | 0:0 | 2:0  | 2:1 | 1:0  | 2:0  | 2:1 | 0:0  | 2:1  | 1:2  |      |

Aktualne na 5 czerwca 2009. Źródło: 90minut.pl
Objaśnienia:
1Drużyna gospodarzy jest wymieniona po lewej stronie tabeli.
2Walkower – mecz przerwany w 52. min. z powodu bójek chuliganów (do tego momentu GKS Katowice prowadził 1:0). Wydział Dyscypliny PZPN zdecydował 29 października 2008 roku o obowiązku rozegrania czterech następnych meczów bez udziału publiczności. O ostatecznym wyniku zdecydował 4 listopada 2008 roku Wydział Gier PZPN.
3Walkower – na boisku padł wynik 1:1, ale Wydział Gier PZPN zweryfikował wynik na 3:0 dla GKS Katowice po tym, jak w barwach Odry Opole wystąpił nieuprawniony zawodnik.
4Walkower – na boisku padł wynik 1:1, ale Wydział Gier PZPN zweryfikował wynik na 3:0 dla Górnika Łęczna po tym, jak w barwach Zagłębia Lubin wystąpił nieuprawniony zawodnik.
5Walkower – Kmita Zabierzów został wycofany z rozgrywek po 19. kolejce.
6Walkower – na boisku Odra Opole wygrała 1:0, ale Wydział Gier PZPN zweryfikował wynik na 3:0 dla Znicza Pruszków po tym, jak w barwach Odry wystąpił nieuprawniony zawodnik.
7Walkower – na boisku Podbeskidzie Bielsko-Biała wygrało 1:0, ale Wydział Gier PZPN zweryfikował wynik na 3:0 dla Podbeskidzia po tym, jak w barwach Wisły Płock wystąpił nieuprawniony zawodnik.
8Mecz odwołany z powodu zawieszenia licencji Odry Opole.
Kolory: zielony – zwycięstwo gospodarzy, żółty – remis, różowy – zwycięstwo gości.

## Baraże o I ligę
W barażach o udział w rozgrywkach I ligi sezonu 2009/2010 uczestniczyły: 13. i 14. drużyna I ligi (GKS Jastrzębie i GKP Gorzów Wielkopolski) oraz 3. drużyna II ligi wschodniej (Start Otwock) i zachodniej (Ślęza Wrocław). Drużyny z wyższej klasy rozgrywkowej utrzymały się w niej na kolejną edycję.
| 1 9 czerwca 2009 17:00 | Start Otwock · Kuźmińczuk 44' | 1:1(1:0) | GKS Jastrzębie · Żbikowski 71' | Stadion im. Tadeusza Ślusarskiego, Otwock Sędzia: Michał Mularczyk (Skierniewice) |
|                        |                               |          |                                |                                                                                   |

| 2 9 czerwca 2009 17:00 | Ślęza Wrocław | 0:5(0:1) | GKP Gorzów Wielkopolski · Drozdowicz 30', 48' · Traoré 51', 56' · Piątkowski 90' | Stadion Oporowska, Wrocław Sędzia: Sebastian Jarzębak (Bytom) |
|                        |               |          |                                                                                  |                                                               |

| 3 12 czerwca 2009 17:00 | GKS Jastrzębie · Żbikowski 72' | 1:0(0:0) | Start Otwock | Stadion Miejski, Jastrzębie-Zdrój Sędzia: Mariusz Złotek (Stalowa Wola) |
|                         |                                |          |              |                                                                         |

| 4 12 czerwca 2009 17:00 | GKP Gorzów Wielkopolski · Sawala 66' | 1:0(0:0) | Ślęza Wrocław | Stadion OSiR, Gorzów Wielkopolski Sędzia: Szymon Marciniak (Płock) |
|                         |                                      |          |               |                                                                    |

## Statystyki

### Najlepsi strzelcy
| Gole | Strzelcy            | Drużyna                           |
| ---- | ------------------- | --------------------------------- |
| 25   | Ilijan Micanski     | Zagłębie Lubin                    |
| 20   | Marcin Robak        | Widzew Łódź                       |
| 18   | Krzysztof Chrapek   | Podbeskidzie Bielsko-Biała        |
| 12   | Łukasz Cichos       | MKS Tur Turek 10/ Korona Kielce 2 |
| 12   | Emil Drozdowicz     | GKP Gorzów Wielkopolski           |
| 12   | Szymon Pawłowski    | Zagłębie Lubin                    |
| 11   | Michał Goliński     | Zagłębie Lubin                    |
| 10   | / Edi Andradina     | Korona Kielce                     |
| 10   | Przemysław Oziębała | Widzew Łódź                       |
| 10   | Adrian Paluchowski  | Znicz Pruszków                    |

### Najlepsi asystenci
|    | Zawodnik          | Drużyna                    |
| -- | ----------------- | -------------------------- |
| 15 | Szymon Pawłowski  | Zagłębie Lubin             |
| 10 | Piotr Plewnia     | GKS Katowice               |
| 10 | Grzegorz Skwara   | Flota Świnoujście          |
| 9  | Edi Andradina     | Korona Kielce              |
| 9  | Michał Goliński   | Zagłębie Lubin             |
| 9  | Tomasz Magdziarz  | Warta Poznań               |
| 8  | Adrian Budka      | Widzew Łódź                |
| 8  | Krzysztof Chrapek | Podbeskidzie Bielsko-Biała |
| 8  | Mindaugas Panka   | Widzew Łódź                |
| 8  | Krzysztof Trela   | Stal Stalowa Wola          |

Źródło: 

### Statystyki goli
- w rozegranych 34 kolejkach spotkań (306 meczów) zawodnicy zdobyli 691 goli (średnio: 20/kolejkę, 2,25/mecz, gol co ~39,85 min.), w tym:
  - 43 gole z 59 podyktowanych rzutów karnych (~6,22% ogółu zdobytych bramek; skuteczność ~0,72)
  - 9 goli samobójczych (~1,30% ogółu zdobytych bramek)

- meczem z największą liczbą goli (9) było: spotkanie 32. kolejki (Podbeskidzie Bielsko-Biała – Tur Turek rozegrane 23 maja 2009 zakończone wynikiem 9:0).
- meczami z najmniejszą liczbą goli (0) okazało się być 33 spotkania (~10,78% ogółu rozegranych meczów).
- meczem zakończonym najwyższą różnicą goli (9) było spotkanie:
  - 32. kolejki Podbeskidzie Bielsko-Biała – Tur Turek zakończone wynikiem 9:0 rozegrane 23 maja 2009.
- najwięcej bramek obejrzeli kibice Zagłębia Lubin – 104 (średnio: ~3,05/mecz, gol co ~29,42 min.).
- najmniej bramek obejrzeli kibice Motoru Lublin – 57 (średnio ~1,67/mecz, gol co ~53,68 min.).
- 23. i 24. kolejka spotkań rozegrane w dniach 4–5 kwietnia 2009 oraz 11 kwietnia 2009 były kolejkami z najmniejszą liczbą zdobytych bramek. W 9 meczach padło 15 goli (średnio: 1,66/mecz, gol co ~54 min.)
31. kolejka spotkań rozegrana w dniach 16–17 maja 2009 była kolejką z największą liczbą bramek. W 9 rozegranych meczach piłkarze zdobyli 29 goli (średnio: 3,22/mecz, gol co ~27,93 min.).
- pierwszego gola nowego sezonu zdobył 26 lipca 2008 Łukasz Cichos w 34. minucie meczu Tur Turek – GKS Katowice dając prowadzenie gospodarzom.
- autorem najszybciej zdobytego gola został Rafał Bałecki (Tur Turek), który zdobyli go w 1. minucie spotkania 21. kolejki z Odrą Opole (22 marca 2009).
- pierwszego gola samobójczego zdobył 30 sierpnia 2008 gracz Podbeskidzia Bielsko-Biała Sławomir Cienciała w 41. minucie meczu przeciwko Flocie Świnoujście.
- najwięcej goli samobójczych zdobyli zawodnicy Podbeskidzia Bielsko-Biała i Odry Opole – 2. Oprócz nich bramki samobójcze strzelali gracze:
  - Górnika Łęczna
  - Dolcanu Ząbki
  - GKS Jastrzębie
  - GKS Katowice
  - GKP Gorzów Wielkopolski
  - Warty Poznań

### Hat trick
- zdobywcą pierwszego hat tricka sezonu został Sérgio Batata gracz Warty Poznań. Trzy gole zdobył w meczu 4. kolejki przeciwko drużynie GKS Jastrzębie rozegranym 10 sierpnia 2008.
- zdobywcą pierwszego klasycznego hat tricka sezonu został Rafał Niżnik gracz Górnika Łęczna. Zdobył go w meczu 5. kolejki przeciwko Dolcanowi Ząbki rozegranym 16 września 2008.

### Rzuty Karne
- pierwszy rzut karny podyktowany został 26 lipca 2008 w 83. minucie meczu 1. kolejki Kmita Zabierzów – Flota Świnoujście.
- pierwszy niewykorzystany rzut karny miał miejsce 26 lipca 2008 w 83. minucie meczu Kmita Zabierzów – Flota Świnoujście, a jego niefortunnym wykonawcą był Paweł Wasilewski (Kmita).
- najszybciej podyktowany rzut karny miał miejsce 4 kwietnia 2008 w 8. minucie meczu 23. kolejki Stal Stalowa Wola – Flota Świnoujście (bramkę dla gospodarzy zdobył Jaromir Wieprzęć).
- najwięcej rzutów karnych w meczu (2) podyktowanych zostało w spotkaniach 19. kolejki Górnik Łęczna – Korona Kielce (oba dla Górnika) i GKS Jastrzębie – Wisła Płock (oba dla Wisły), w spotkaniu 13. kolejki Kmita Zabierzów – Podbeskidzie Bielsko-Biała (po jednym dla każdej z drużyn) oraz w 31. kolejce w meczu Warta Poznań – Flota Świnoujście (po jednym dla każdej z drużyn).

### Kartki
- pierwszą czerwoną kartką sezonu ukarany został zawodnik GKS Katowice Paweł Sobczak w 53. minucie meczu 1. kolejki przeciwko Turowi Turek rozegranego 26 lipca 2008.

### Mecze przełożone
- spotkanie 23. kolejki pomiędzy Górnikiem Łęczna a GKP Gorzów Wielkopolski rozegrano w dwóch dniach z powodu awarii oświetlenia (4 – 5 kwietnia 2009).
- spotkanie 20. kolejki Motor Lublin – Stal Stalowa Wola było dwukrotnie przekładane. Pierwotnie miało być rozegrane 15 marca 2009, ale z powodu złego stanu murawy zostało przeniesione na 15 kwietnia 2009, jednak z powodu żałoby narodowej znów zostało przeniesione – tym razem na 29 kwietnia 2009.

### Klub 3060 minut
- bramkarz Zagłębia Lubin Aleksander Ptak jest jedynym piłkarzem w I lidze, który zagrał wszystkie spotkania w pełnym wymiarze czasowym.

## Puchar Polski
Zespoły z I ligi uczestniczyły także w rozgrywkach Pucharu Polski 2008/2009:
- Runda wstępna: Górnik Łęczna (wygrana 2:0 z Warmią Grajewo).
- I runda: Warta Poznań (2:1 z Huraganem Morąg), Górnik Łęczna (5:1 z Turem Turek), Odra Opole (3:1 z Pniówkiem Pawłowice Śląskie), Podbeskidzie Bielsko-Biała (porażka 2:2 /k. 4:5/ ze Stalą Sanok), GKS Jastrzębie (2:1 z LZS Leśnica), GKS Katowice (3:1 z Pogonią Oleśnica), Motor Lublin (3:0 z Legią II Warszawa), Kmita Zabierzów (1:0 z Zawiszą Bydgoszcz), Znicz Pruszków (0:3 z Lechią II Gdańsk), Wisła Płock (8:0 z ŁKS Łomża), Stal Stalowa Wola (wolny los[9]).
- 1/16 finału: Stal Stalowa Wola (1:0 z GKS Bełchatów), Górnik Łęczna (2:3 z Cracovią), GKS Katowice (3:4 z Górnikiem Zabrze), Odra Opole (2:0 z Polonią Bytom), Wisła Płock (1:2 z Legią Warszawa), Widzew Łódź (0:1 ze Stalą Sanok), Motor Lublin (0:2 z ŁKS Łódź), Warta Poznań (0:2 z Ruchem Chorzów), Kmita Zabierzów (3:0 z Koroną Kielce), Korona Kielce (0:3 z Kmitą Zabierzów), GKS Jastrzębie (3:4 z Zagłębiem Lubin), Zagłębie Lubin (4:3 z GKS Jastrzębie).
- 1/8 finału: Kmita Zabierzów (0:2 z Polonią Warszawa), Odra Opole (0:2 z Ruchem Chorzów), Zagłębie Lubin (zwycięstwo 4:1 z Promieniem Opalenica), Stal Stalowa Wola (porażka 0:2 ze Stalą Sanok).
- Ćwierćfinał: Zagłębie Lubin (0:3 i 1:2 w dwumeczu z Ruchem Chorzów).